# Hieronymus Cock
Hieronymus lub Jerome Cock (ur. 1510 w Antwerpii, zm. 3 października 1570 tamże) – niderlandzki malarz, rysownik, rytownik, drukarz i wydawca.

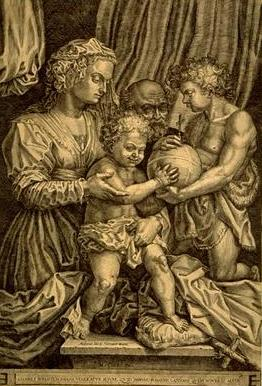
Święta Rodzina ze św. Janem Chrzcicielem, ok. 1560

Urodził się w rodzinie o tradycjach artystycznych, jego ojcem był malarz Jan Wellensz Cock. W 1545 uzyskał tytuł mistrza gildii św. Łukasza, po trzech latach spędzonych we Włoszech w 1548 otworzył sklep i wydawnictwo z rycinami In de Vier Winden (Pod Czterema Wiatrami). Wydawnictwo stało się popularne wśród artystów i szybko zyskało renomę międzynarodową, publikowało początkowo sztychy dzieł artystów włoskich m.in. Rafaela i Parmigianina, później także lokalnych np. Fransa Florisa, Maartena van Heemskercka i Hieronima Boscha.
Cock miał wpływ na sztukę flamandzką przenosząc na jej grunt elementy włoskie, przyczynił się też do sukcesu antwerpskich sztycharzy takich jak Frans Huys i Philip Galle i miał wpływ na popularyzację malarstwa pejzażowego i mitologicznego. Był pracodawcą i sponsorem młodego Pietera Bruegla, któremu sfinansował podróż do Włoch. Bruegel wykonywał dla Cocka ryciny w stylu Boscha, prace te były na tyle dobre, że wydawca dopuszczał się przez kilka lat fałszerstw umieszczając na nich sygnaturę nieżyjącego od lat Boscha, m.in. Wielkie ryby jedzą małe ryby.
Po śmierci Cocka jego działalność wydawniczą kontynuowała żona Volcxken Diercx.